# Ichinomiya (Aichi)
 Ichinomiya  (Japans: 一宮市, Ichinomiya-shi) is een stad in de Japanse prefectuur Aichi. Bij de volkstelling van 2020 had Ichinomiya 380.073 inwoners op een oppervlakte van 113,8 km². De rivier Kiso loopt van noordoost naar zuidwest door de stad. Ichinomiya grenst in het zuiden aan grote stad Nagoya en is onderdeel van de metropool Chukyo.

## Geschiedenis
Op 1 september 1921 werd Ichinomiya een stad (shi).
In 1940 werden de dorpen Haguri (葉栗村, Haguri-mura) en Nishinari op 1 augustus resp. 20 september aan Ichinomiya toegevoegd.
In 1955 werd Ichinomiya uitgebreid met 8 gemeenten/dorpen:
- op 1 januari met de gemeente Azai (浅井町, Azai-chō) en het dorp Tanyo (丹陽村, Tanyō-mura),
- op 1 april met de gemeenten Yamato (大和町, Yamato-chō), Oku (奥町, Oku-chō), Hagiwara (萩原町, Hagiwara-chō) en Imaise (今伊勢町, Imaise-chō) plus het dorp Kitagata (北方村, Kitagata-mura),
- en op 7 april met het dorp Chiaki (千秋村, Chiaki-mura).

Op 1 april 2002 werd Ichinomiya een speciale stad op grond van het aantal inwoners.
Op 1 april 2005 werden de stad Bisai (尾西市, Bisai-shi) en de gemeente Kisogawa (木曽川町, Kisogawa-chō) bij Ichinomiya gevoegd.

## Economie
Ichinomiya is een textielstad: productie en verwerking van zijde, katoen en wol.

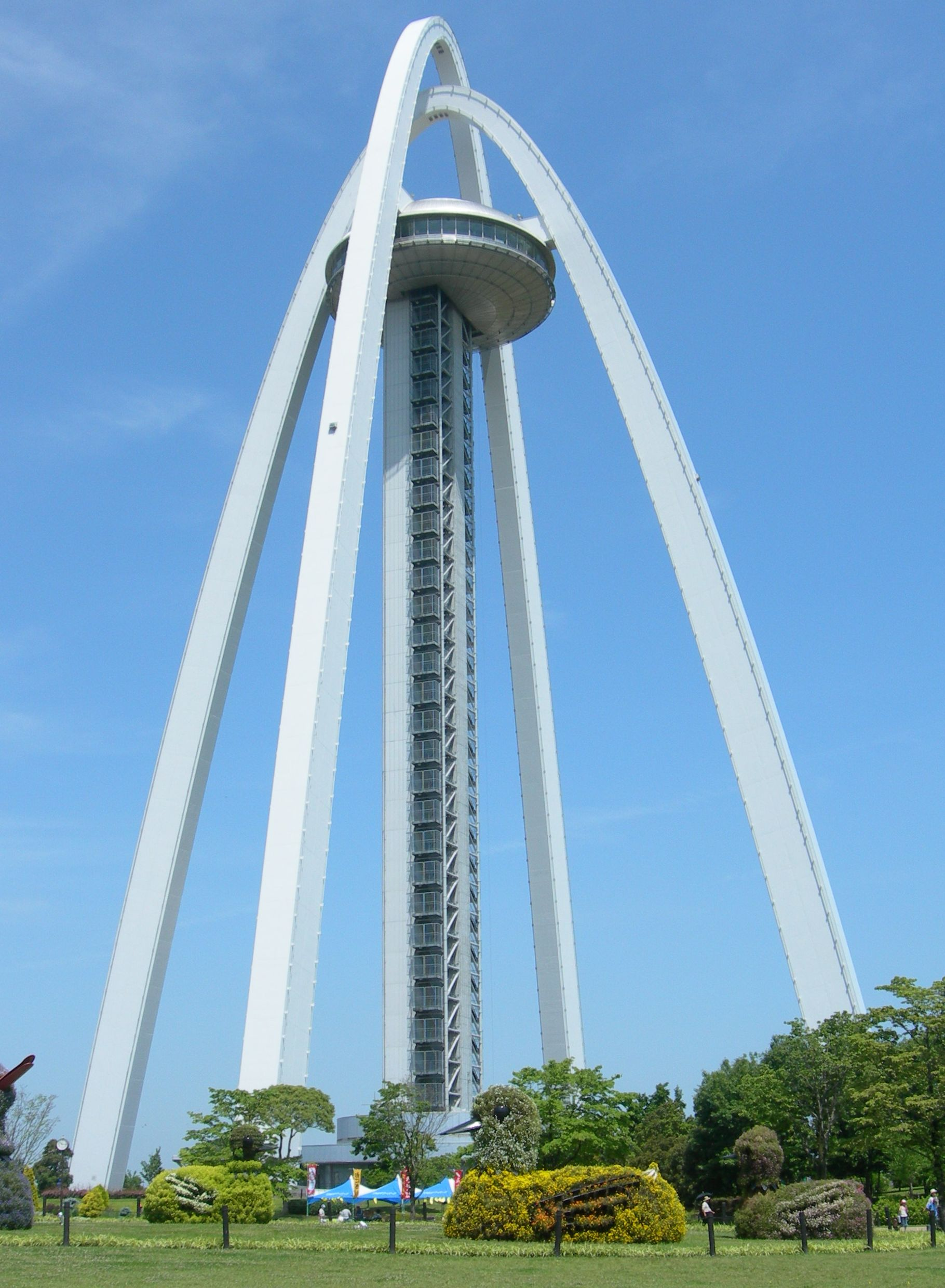
138 Tweelingboogtoren

## Bezienswaardig
- 138 Tweelingboogtoren, een 138m hoge toren met daaroverheen twee bogen, waarvan het hoogste punt ligt op 189m.

## Verkeer
Ichinomiya ligt aan de Tokaido-hoofdlijn van de Central Japan Railway Company, de Nagoya-hoofdlijn en de Bisai-hoofdlijn van de Nagoya Spoorwegmaatschappij (Meitetsu)
Ichinomiya ligt aan de Meishin-autosnelweg, de Tokai-Hokuriku-autosnelweg en aan autowegen 22 en 155.

## Stedenbanden
Ichinomiya heeft een stedenband met:
- Inuyama (Aichi)
- Kakegawa (Shizuoka)
- Gujo (Gifu)
- Kochi (Kochi)
- Nagahama (Shiga)
- Omi (Shiga)
- Takahama (Fukui)
- Torahime (Shiga)

## Aangrenzende steden
- Iwakura
- Inazawa
- Konan
- Kiyosu
- Kitanagoya
- Hashima
- Kakamigahara

## Geboren in Ichinomiya
- Arina Tanemura (1978), mangaka